# Coleotrype brueckneriana
Coleotrype brueckneriana är en himmelsblomsväxtart som beskrevs av Gottfried Wilhelm Johannes Mildbraed. Coleotrype brueckneriana ingår i släktet Coleotrype och familjen himmelsblomsväxter.
Artens utbredningsområde är Tanzania. Inga underarter finns listade.